# História da Groenlândia

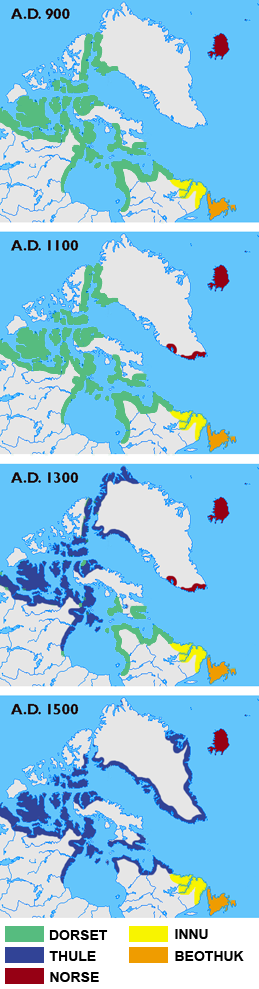
Povoamento da Groenlândia entre 900 e 1500
Cultura Dorset
Cultura Thule
Cultura Nórdica

A história da Groenlândia (também chamada de Gronelândia ou Groelândia), a maior ilha do mundo, é a história da vida sob as extremas condições árticas: uma capa de gelo cobre 84% do território da ilha, restringindo a atividade humana às costas. A Groenlândia era desconhecida da Europa até o  século X, quando foi descoberta por um islandês chamado Érico, O Vermelho. Antes desse "descobrimento", a ilha já fora habitada por povos árticos, ainda que estivesse desabitada quando da chegada dos viquingues: os ancestrais diretos dos modernos inuítes (anteriormente chamados esquimós) não chegaram à ilha até o ano de 1200. Os inuítes foram os únicos a habitar a ilha durante séculos, mas, lembrando a colonização viquingue, a Dinamarca reclamou a soberania sobre o território e o colonizou a partir do século XVIII. Obteve, assim, privilégios, tais como o monopólio comercial.
Durante a Segunda Guerra Mundial, a Groenlândia se separou de fato, tanto social como economicamente, da Dinamarca, aproximando-se mais dos Estados Unidos e Canadá. Depois da guerra, o controle da ilha voltou à Dinamarca, retirando-se seu status colonial, e apesar de a Groenlândia continuar sendo parte do Reino da Dinamarca, é autônoma desde 1979. A ilha é o único território que deixou a União Europeia, se bem que possua o status de estado associado.

## Marcos históricos
Há milhares de anos, tribos asiáticas entraram na América do Norte. Algumas foram para o Sul. Outras ficaram nas regiões árticas do Alaska, Canadá e Groenlândia, vivendo como povos nómadas, conhecidos como esquimós ou inuítes.
| Período             | Acontecimento histórico                                                                                            |
| ------------------- | --- |
| 2500 a.C - 1300 d.C | Chegada dos primeiros humanos ao Noroeste da Groenlândia – Culturas Paleoesquimós: Cultura Saqqaq e Cultura Dorset |
| 900 d.C – 1700 d.C. | Cultura Thule - Antepassados do atual Povo Inuíte                                                                  |
| Séc. X              | Chegada dos Escandinavos ao Sudoeste e Oeste da Groenlândia                                                        |
| Séc. XIII           | Chegada do Povo Thule ao Oeste da Groenlândia – Contacto com Povo Dorset e com Escandinavos.                       |
| Séc. XIII           | Os colonos escandinavos reconhecem a soberania do rei da Noruega, e do rei da Dinamarca.                           |
| Séc. XV             | Fim dos colonatos escandinavos                                                                                     |
| Séc. XVI            | Viagens europeias de reconhecimento à Groenlândia - Portugueses, Ingleses e Holandeses                             |
| Séc. XVIII          | Nova colonização norueguesa-dinamarquesa                                                                           |
| Séc. XIX            | Groenlândia - uma colónia dinamarquesa                                                                             |
| Séc. XX             | A Groenlândia passa de colónia dinamarquesa a região autónoma dinamarquesa (Hjemmestyre).                          |

## Imigrações dos inuítes

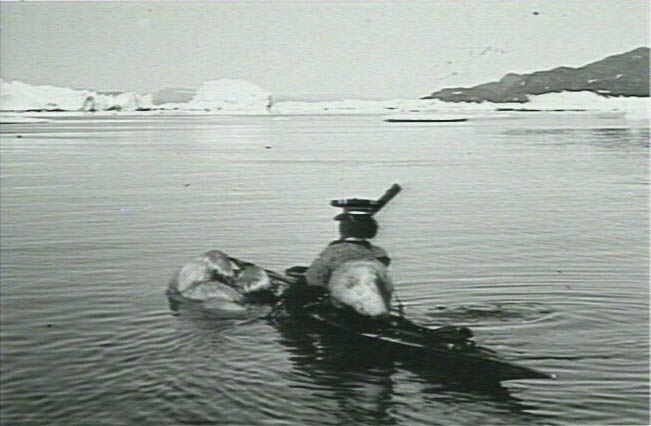
Caça e pesca sempre têm sido atividades muito importantes na Groenlândia. O urso-polar é uma das espécies que habitam esta ilha.

A pré-história da Groenlândia compõe-se de repetidas imigrações inuítes a partir das  terras da América do Norte. Uma das  constantes destas culturas foi a de sobreviverem em limites extremos, com culturas que chegaram e se foram da ilha durante séculos. Antes da exploração escandinava de Groenlândia, a arqueologia só pode dar datas aproximadas destas imigrações:
- A Cultura Saqqaq: 2500 a.C. - 800 a.C. (sul da Groenlândia)
- A Cultura Independência I: 2400 a.C. - 1300 a.C. (norte da Groenlândia)
- A Cultura Independência II: 800 a.C. - 1 a.C. (muito ao norte da Groenlândia)
- A primitiva Cultura Dorset ou Cultura Dorset I: 700 a.C. - 200 d.C. (sul da Groenlândia)

Após colapso da Cultura Dorset, a ilha permaneceu desabitada durante séculos.

## Assentamento nórdico
Segundo as sagas nórdicas, a Groenlândia foi descoberta por volta do ano 900 pelo navegante norueguês Gunnbjörn Ulfsson. Durante a década de 980, os viquingues assentados na Islândia foram os primeiros visitantes europeus da Groenlândia, explorando a desabitada costa sul ocidental da ilha.
A exploração definitiva anterior a sua colonização se produziu quando Érico, o Vermelho foi exilado da Islândia após assassinar um vizinho, navegando até Groenlândia, onde passou três anos explorando sua linha costeira. Ao finalizar o período de sua condenação, regressou à Islândia para atrair pessoas para a ilha. O nome atual, Groenlândia (Grønland), tem suas origens, segundo alguns, neste interesse por colonizá-la (os inuítes chamam a ilha Kalaallit Nunaat, "Nossa Terra"). Há quem argumente, por outro lado, que as costas em questão eram literalmente verdes ("grøn" significa verde) nessa época, devido ao ótimo clima predominante no período medieval. Outros ainda defendem que o nome talvez fosse, antes de tudo, uma "isca" para atrair mais gente para o assentamento: o nome teria sido, junto com o da Islândia (que significa literalmente "terra de gelo"), um truque dos viquingues para afastar invasores desta, que possuía algumas terras agricultáveis, e atrair para aquela, cujo território era impróprio para a agricultura e coberto, em sua maior parte, por geleiras.
A data do estabelecimento da colônia (segundo as sagas) foi em 985, quando 25 barcos partiram com Érico, o Vermelho, a partir da Islândia, dos quais só 14 chegariam sem percalços à Groenlândia. Esta data foi confirmada aproximadamente pelas provas de carbono 14 efetuadas nos restos arqueológicos achados no primeiro assentamento em Brattalid (Brattahlid, a atual Qassiarsuk), que deu uma data ao redor do ano 1000. De acordo com a lenda, foi neste ano 1000 quando o filho de Érico, Leif Ericsson, partiu do assentamento para descobrir a Vinlândia (geralmente se aceita que se tratava de Terra Nova).
A colônia nórdica chegou a alcançar entre 3.000 e 5.000 habitantes, inicialmente em dois assentamentos: o maior era o Assentamento Oriental (Eystribyggd), onde se localizava Brattalid, a residência de Érico); o outro era o Assentamento Ocidental (Vestribyggd), com um máximo de população de cerca de 1000 pessoas). A ocupação do território se efetuou por meio de granjas, das  quais havia cerca de 400. Era uma colônia importante (a população da Groenlândia na atualidade é de somente 56.000 pessoas), que comerciava com a Europa com marfim das presas das  morsas, assim como exportando cordas, ovelhas e couro de gado e de foca. A colônia dependia de Europa no abastecimento de ferro e talvez de madeiras para a construção. Barcos comerciais viajavam cada ano a Groenlândia a partir da Islândia, e ocasionalmente desde a Noruega.

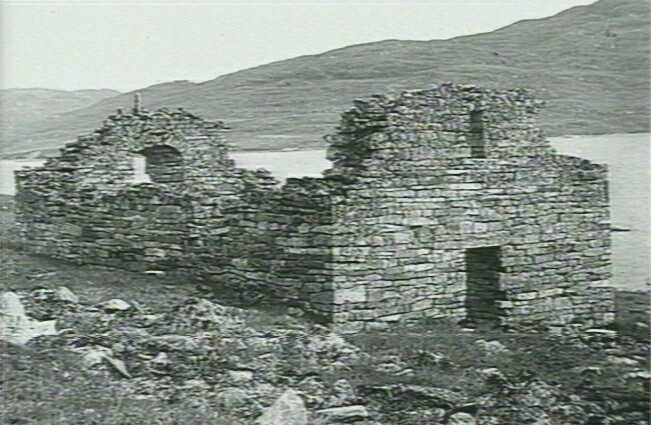
Os mais recentes registros escritos sobre os viquingues na Groenlândia correspondem a um casamento em 1408 na igreja de Hvalsey, que são as ruínas atualmente melhor preservadas dessa época.

Em 1126, se fundou uma diocese em Gardar (Garðar, na atualidade Igaliku). Foi obra da arquidiocese norueguesa de Trondheim; ao menos cinco igrejas viquingues foram encontradas na Groenlândia graças aos trabalhos arqueológicos. Em 1261, a população aceitou a soberania norueguesa, ainda que tenha mantido suas próprias leis. Em 1380, o reino da Noruega se uniu ao reino da Dinamarca.
Entretanto, a colônia escandinava não prosperava. O Assentamento Ocidental foi abandonado por volta de 1350, pelo agravamento paulatino das  condições climáticas, e também pela pressão territorial que os inuítes Thule começaram a exercer. Em 1378, já não havia bispo em Garðar. É provável que o Assentamento Oriental tenha desaparecido no século XV, ainda que não haja uma datação exata. As provas de carbono radioativo deram a data de 1430 ± 15 avos. 1 Provavelmente uma mudança climática (denominada Pequena Idade do Gelo) ocasionou a desaparição da colônia. Outra teoria é que o solo foi explorado à exaustão e deixou de ser fértil. Outra causa que se sugere que pode ter contribuído foi que o comércio de marfim procedente do Saara eliminou o mercado de marfim de morsa. A falta de adaptação dos nórdicos às novas condições tem sido em parte refutada por novas investigações que demonstram que mudaram sua dieta baseada em 80% de alimentos de granja por outra composta, em 80%, por alimentos marinhos. 1 Outras teorias têm relacionado a redução de população com a Peste Negra, ou com piratas bascos ou ingleses.

## Culturas Dorset tardia e cultura de Thule

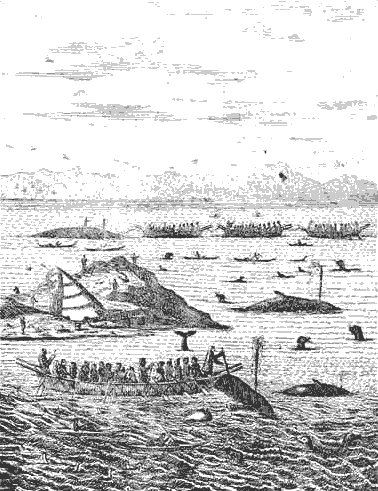
Os Thule eram caçadores de baleia, tal como os descreveu o missionário norueguês Hans Egede no século XVIII

Provavelmente os nórdicos não eram o único povo da ilha no momento de sua chegada. O povo Dorset provavelmente se estabeleceu antes que eles. No entanto, este  povo se estabeleceu no extremo noroeste da Groenlândia, longe dos assentamentos viquingues que estavam localizados nas costas do oeste. A evidência arqueológica apontaria para a presença desta cultura pouco tempo antes dos assentamentos islandeses. Esta cultura desapareceu por volta do começo do século XIII, quase ao mesmo tempo em que a presença nórdica no oeste. Se estima a presença entre quatro e trinta famílias dorset que se reuniam periodicamente ao concluírem seus ciclos de deslocamento.
Por volta de 1200, se estabeleceu outra cultura ártica, os Thule, que chegaram do oeste e que haviam chegado à América 200 anos antes pelo Alasca. Se assentaram ao sul da cultura Dorset ocupando amplas áreas na costa leste e oeste de Groenlândia. Estes são os ancestrais dos inuítes atuais, tinham facilidade de adaptação e caçavam qualquer presa disponível em terra ou mar. Costumavam armazenar grandes quantidades de alimentos para evitar a fome durante o inverno. Os primeiros Thule evitaram as altas latitudes, as quais só foram povoadas com a chegada de novas migrações a partir do Canadá no século XIX.
Não está claro que tipo de contato tiveram os assentamentos Thule, Dorset e nórdicos, mas seguramente incluíram intercâmbios de bens. Das  três culturas que habitaram Groenlândia nessa época, só a Thule sobreviveu até nossos dias. O nível de contato é tema de debate na atualidade, possivelmente tenha incluído comércio com povos Thule ou Dorset no Canadá. Não foram encontrados artigos viquingues nos sítios arqueológicos dorset. Algumas histórias falam de conflitos armados, os quais podem ter contribuído para o desaparecimento dos nórdicos e dos Dorset da Groenlândia, mas esta hipótese não tem consenso.

## Colonização dinamarquesa

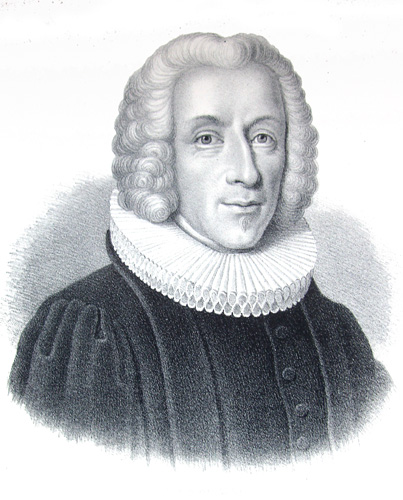
Hans Egede, missionário norueguês na Groenlândia

Em 1536, Dinamarca e Noruega se uniram oficialmente e a Groenlândia passou a ser considerada mais uma dependência dinamarquesa. Ainda quando não havia quase nenhum contato, o rei dinamarquês seguia reivindicando seu domínio sobre a ilha. Na década de 1660, incluiu-se um urso-polar no escudo dinamarquês. Durante o século XVII, a caça da baleia conduziu barcos ingleses, holandeses  alemães até a Groenlândia, onde processavam as baleias amarrados à costa, mas não se estabeleceu nenhum povoamento permanente. Em 1721, uma expedição mercantil e religiosa organizada pelo missionário norueguês Hans Egede foi enviada à Groenlândia, preocupada por não saber se ainda restavam povoadores europeus na ilha e se estes, chegados antes da reforma, ainda eram católicos. A expedição fez parte da colonização dinamarquesa nas Américas. Pouco a pouco, a Groenlândia se abriu ao comércio para as empresas dinamarquesas  se fechou as de outros países. Esta nova colônia teve por centro Godthåb ("Boa Esperança") na costa sudoeste. Os habitantes inuítes das cercanias da colônia foram convertidos à fé cristã.
Ao separar-se a Noruega da Dinamarca em 1814, depois das Guerras Napoleônicas, as colônias, entre elas Groenlândia, ficaram sob o controle dinamarquês. Durante o século XIX a Groenlândia foi ponto de interesse para os exploradores e cientistas polares, tais como William Scoresby e Knud Rasmussen. Na mesma época, se afirmou a colonização dinamarquesa e as missões foram bastante bem sucedidas. em 1861, se publicou o primeiro periódico em língua inuktitut. No entanto, a justiça dinamarquesa só se aplicava aos colonos.
Até princípios do século XIX, Groenlândia permanecia despovoada acima da latitude 81° N; a única presença nessa zona era a de caçadores, que construíam refúgios para protegerem-se, enquanto realizavam sua atividade. Isto mudou até meados do século com a imigração a partir do Canadá de famílias inuítes que se estabeleceram nessa zona. Os últimos grupos chegaram à Groenlândia em 1864. Durante o mesmo período, o comércio e as condições econômicas decaíram, por isto o leste da ilha começou a despovoar-se.
Entre 1862 e 1863 se realizaram pela primeira vez na Groenlândia eleições democráticas para eleger representantes distritais, e em 1911, se criaram dois Landstings (conselhos), um para o norte e outro para o sul, os quais se uniram a partir de 1951. No entanto, as decisões importantes para a ilha se tomavam em Copenhague, onde os habitantes da Groenlândia não tinham representação.

## Importância estratégica
Depois que a Noruega obteve a independência em 1905, se negou a aceitar a soberania dinamarquesa sobre a Groenlândia, a qual muitos noruegueses consideravam una antiga possessão de seu país.  Em 1931, o baleeiro norueguês Hallvard Devold ocupou a parte leste (desabitada) da Groenlândia, por iniciativa própria. Depois disso, a ocupação foi apoiada pelo governo norueguês. Dois anos depois, a Corte Internacional de Justiça votou a favor da pretensão dinamarquesa, que foi então aceita pela Noruega.

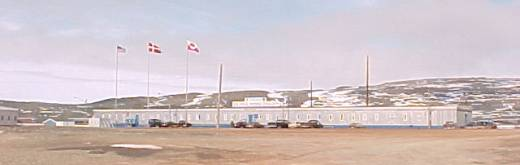
A base aérea de Thule, estabelecida durante a Segunda Guerra Mundial, é a base aérea dos Estados Unidos situada mais ao norte do planeta.

Durante a Segunda Guerra Mundial, quando a Alemanha estendeu suas operações de guerra a Groenlândia, Henrik Kauffmann, embaixador dinamarquês nos Estados Unidos - que se negava a reconhecer a ocupação alemã da Dinamarca- , firmou em 9 de Abril de 1941 um tratado com os Estados Unidos, permitindo a suas forças armadas o estabelecimento de bases na Groenlândia. Devido aos problemas que tinha Dinamarca em governar a ilha durante a guerra, e devido a à exitosa exportação que esta conseguia (sobretudo de criolita), a Groenlândia passou a desfrutar de um status mais independente. Seus suprimentos eram garantidos pelos Estados Unidos e Canadá.
Durante a Guerra Fria, a Groenlândia teve uma importância estratégica, ao controlar parte dos acessos entre  os portos árticos soviéticos e o Oceano Atlântico, bem como ser uma boa base para a observação dos possíveis usos de mísseis balísticos intercontinentais, que se planeava que devessem sobrevoar o Ártico. A base aérea de Thule (agora chamada Qaanaaq) no noroeste se tornou uma base aérea permanente. Em 1953, algumas famílias inuítes foram obrigadas pela Dinamarca a desocuparem suas casas para deixar espaço às ampliações da base. Por esta razão, a base tem sido uma fonte de atritos entre o governo dinamarquês e os groenlandeses. Estes problemas cresceram em 21 de Janeiro de 1968, quando ocorreu um acidente nuclear (Um bombardeiro B-52 que levava quatro bombas de hidrogênio caiu próximo da base, deixando escapar grandes quantidades de plutônio sobre o gelo). Apesar de quase todo o plutônio ter sido retirado, os nativos ainda falam em deformidades em animais como conseqüência deste desastre.

## Governo local
O status colonial da Groenlândia foi revisto em 1953, quando se converteu em parte integrante do reino dinamarquês, com representação no Folketing (parlamento dinamarquês). A Dinamarca iniciou também um programa para prover serviços médicos e de educação para os groenlandeses. Isto conduziu a uma maior concentração da população nas cidades. Como a maioria dos habitantes são pescadores, o desemprego aumentou, assim como outros problemas sociais.
Quando a Dinamarca começou a participar da Cooperação Europeia, que mais tarde se converteu na União Europeia, surgiram novos atritos com a antiga colônia. A Groenlândia sentia que as restrições aduaneiras da União Europeia seriam prejudiciais para seu comércio, majoritariamente dirigido a países da América. Depois da entrada da Dinamarca, incluindo também a Groenlândia na união 1973 (apesar dos groenlandeses terem votado "não" por 74% num referendo local sobre o tema), muitos habitantes consideraram que sua representação em Copenhague não era suficiente e os partidos locais pressionaram pela autogestão. O Folketing consentiu em 1978 com a criação de um governo local a partir de 1979. Em 23 de fevereiro de 1982, por uma maioria de 53%, os groenlandeses votaram por separar-se da União Europeia, o que se efetivou em 1985. Até ao momento, é a única entidade que se separou da União desde a sua criação.
O governo local groenlandês se apresenta como uma nação inuíte. Os nomes de lugares em dinamarquês foram substituídos por nomes locais. Godthåb, centro da civilização dinamarquesa na ilha, agora se chama Nuuk, a capital de um governo praticamente soberano. Em 1985 se estabeleceu a  bandeira da Groenlândia, a partir das cores da bandeira da Dinamarca,o Dannebrog. No entanto, o movimento em busca de uma soberania total ainda não ganhou consenso.
As relações internacionais, antes comandadas pela Dinamarca, são atualmente em sua maior parte comandadas localmente. Depois de separar-se da União Europeia, a Groenlândia firmou tratados especiais com a União, e se uniu também em diversos assuntos com a Islândia, as Ilhas Faroé, assim como com a população intuit do Canadá e da Rússia. Também é membro fundador da organização ambiental Conselho do Ártico (1996). Está pendente a renegociação do tratado de 1951 entre Dinamarca e Estados Unidos, desta vez com participação do governo local da Groenlândia. Também se espera que a base aérea de  Thule se converta em uma estação de rastreamento de satélites adscrita às Nações Unidas. [ligação inativa]
A tecnologia moderna fez com que a Groenlândia seja mais acessível, não só devido a sua base aérea. No entanto, a capital, Nuuk, ainda não tem um aeroporto internacional. As primeiras emissoras de televisão da Groenlândia foram criadas em 1982.